# Ребетіко

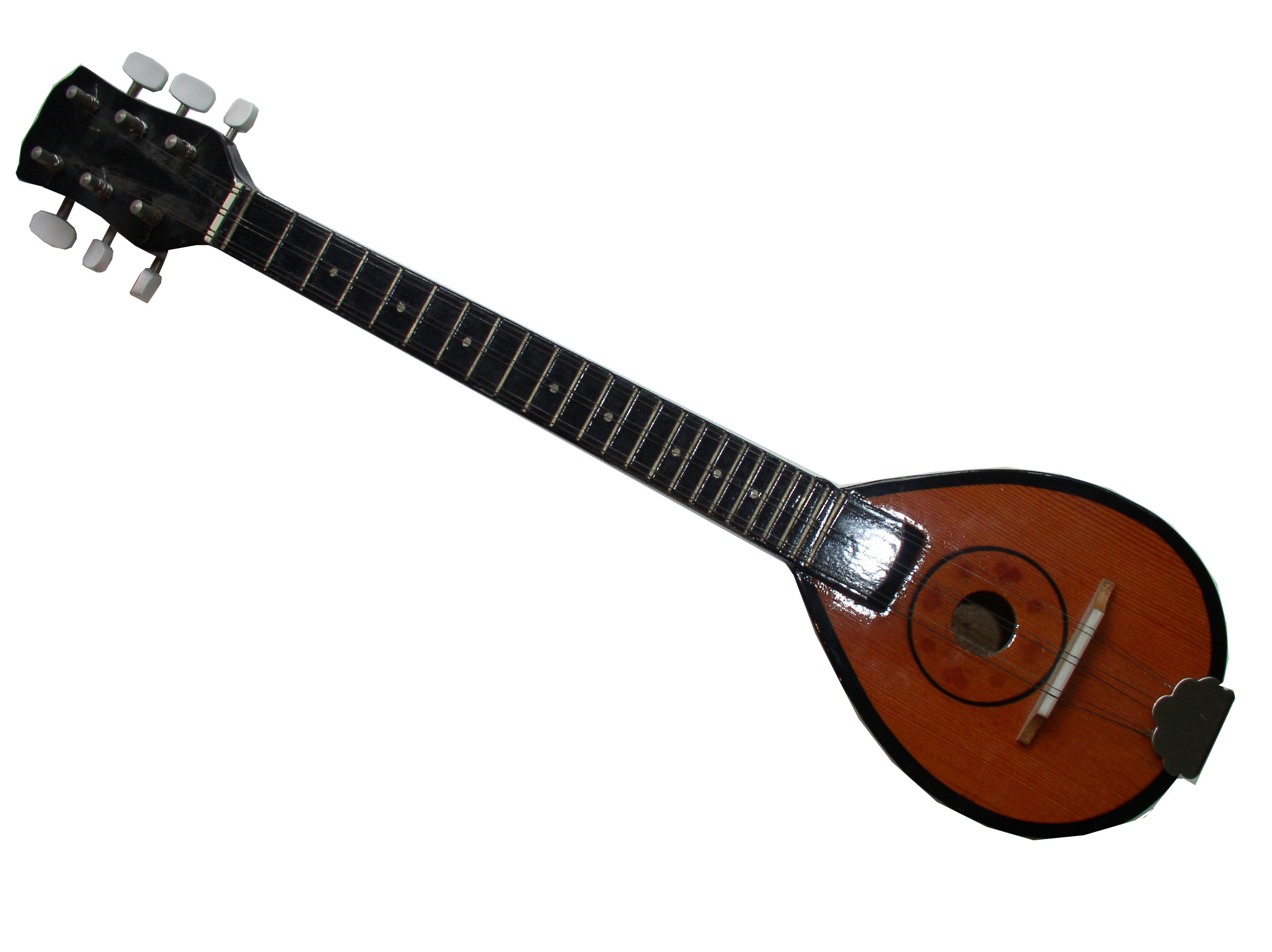
Баглама

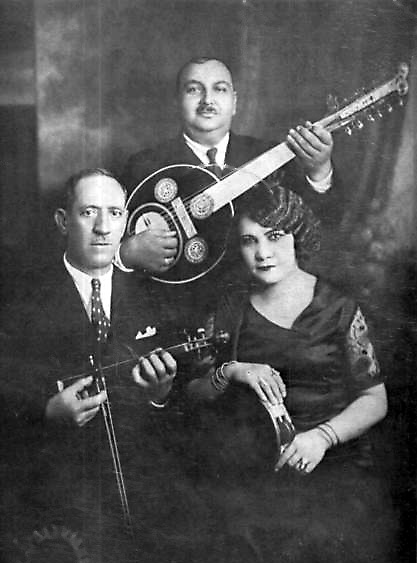
Ребетіко-тріо: Дімітріс Семсіс, Агапіос Тубуліс, Роза Ескеназі (Афіни, 1932)

Ребетіко (грец. ρεμπέτικο) — жанр міської авторської пісні, популярний в Греції на початку 20 століття, особливо у 1920 — 1930-ті роки. традиційно виконується у супроводі бузукі, баглами, іноді у поєднанні з акордеоном чи гітарою.

## Історія
Ребетіко як музичний жанр виникла в результаті злиття фольклору ребетів (грецьких «батярів») із музикою репатріантів з Малої Азії. Пісні виконувались під акомпанемент струнних інструментів — бузукі та баглами у закритих приміщеннях. Найчастіше їх можна було почути у спеціалізованих кав'ярнях, в яких курили гашиш.
Мова більшості текстів ребетіко — кримінальне арго 1920-х років, що включає в себе багато турецьких слів. Сюжети пісень здебільшого були пов'язані з життям дрібних грабіжників. Традиційний пластичний супровід ребетіко — танець зейбекіко, що виконується на невеликому майданчику, іноді не перевищує квадратного метра, також відомий як «танок п'яниці».
Від самого зародження ребетіко вважалась декадансним жанром, її поширення не виходило за межі такого. Після встановлення диктатури Іоанніса Метаксаса 4 серпня 1936 р. багато авторів та виконавців ребетіко піддалися репресіям. У післявоєнні роки влада також робили все можливе, щоб викреслити ребетіко з історії грецької музики. Знаменитий дослідник, збирач і коментатор ребетіко Іліас Петропулос наприкінці 1960-х років був посаджений у в'язницю за видання книги «Ребетологія», згодом емігрував у Західну Європу.
На сучасному етапі грецька культурна громадськість прийшла до усвідомлення цінності ребетіко і намагається відродити її виконання. Однак мова йде швидше про архівні реконструкції, ніж про виконання нових пісень в цьому стилі.

## Деякі композитори та виконавці
- Маркос Вамвакаріс
- Васіліс Цицаніс
- Манос Хадзідакіс
- Янніс Папаіоанну
- Анестіс Деліас
- Дімітріс Баядерас
- Міхаліс Геніцаріс
- Роза Ескеназі
- Сотірія Беллу
- Лукас Даларас